# Rochechouart
Rochechouart (en occitano Rechoard) es un municipio de Francia, situado en el departamento de Alto Vienne, en la región del Lemosín. Aunque alberga una subprefectura, solo es la 15.ª ciudad del departamento en términos de población.

## Etimología del nombre
El nombre de la ciudad está formado por dos elementos de origen latino posteriormente afrancesados:
- Roca que designa un espolón rocoso, un lugar de defensa natural,
- Cavardus del nombre del señor que organizó la plaza fortificada hacia 1000

## Historia
La localidad está situada cerca de un cráter meteórico, formado hace unos 214 millones de años, el Astroblema de Rochechouart-Chassenon.

## Monumentos y lugares de interés

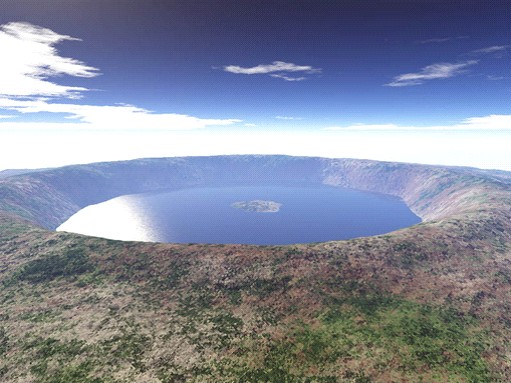
El meteorito de Rochechouart.

### El meteorito de Rochechouart
El diámetro del cráter es objeto de debate, pero se cree que debe tener unos 21-23 km, con una edad estimada de 214±8 millones de años (Triásico superior). Desde entonces, los procesos erosivos han borrado de la corteza terrestre cualquier rasgo de su morfología. Su superficie abarca las villas de Rochechouart, Chaillac, Étagnac, Pressignac, Saint-Quentin-sur-Charente, Chéronnac, Chassenon y Chabanais.
François Kraut, geólogo francés, demostró en el año 1969 que las brechas presentes en la zona tenían como origen un impacto meteorítico, acabando así con casi 2 siglos de controversias. Fue el primer cráter de impacto que se consideró como tal sin existir evidencias topográficas de estructuras circulares en superficie.

### Iglesia de Saint-Sauveur
La iglesia de Saint Sauveur data del siglo XI. Se consagró en 1061 o 1067 y consta de una única nave con ábside plano y sin transepto. La base de la torre del campanario es cuadrada, aunque luego pasa a ser octogonal, y está sobreelevada por una flecha retorcida también octogonal. Gira regularmente de izquierda a derecha un octavo de vuelta. Todo indica que se concibió torcida, aunque con el tiempo su torsión se haya acentuado.
Los constructores aprovecharon los distintos colores y aspectos de la roca de la región, cuya formación es consecuencia del impacto de un meteorito, para desarrollar efectos decorativos en los distintos elementos de la iglesia (pilares, portadas...).

### El castillo

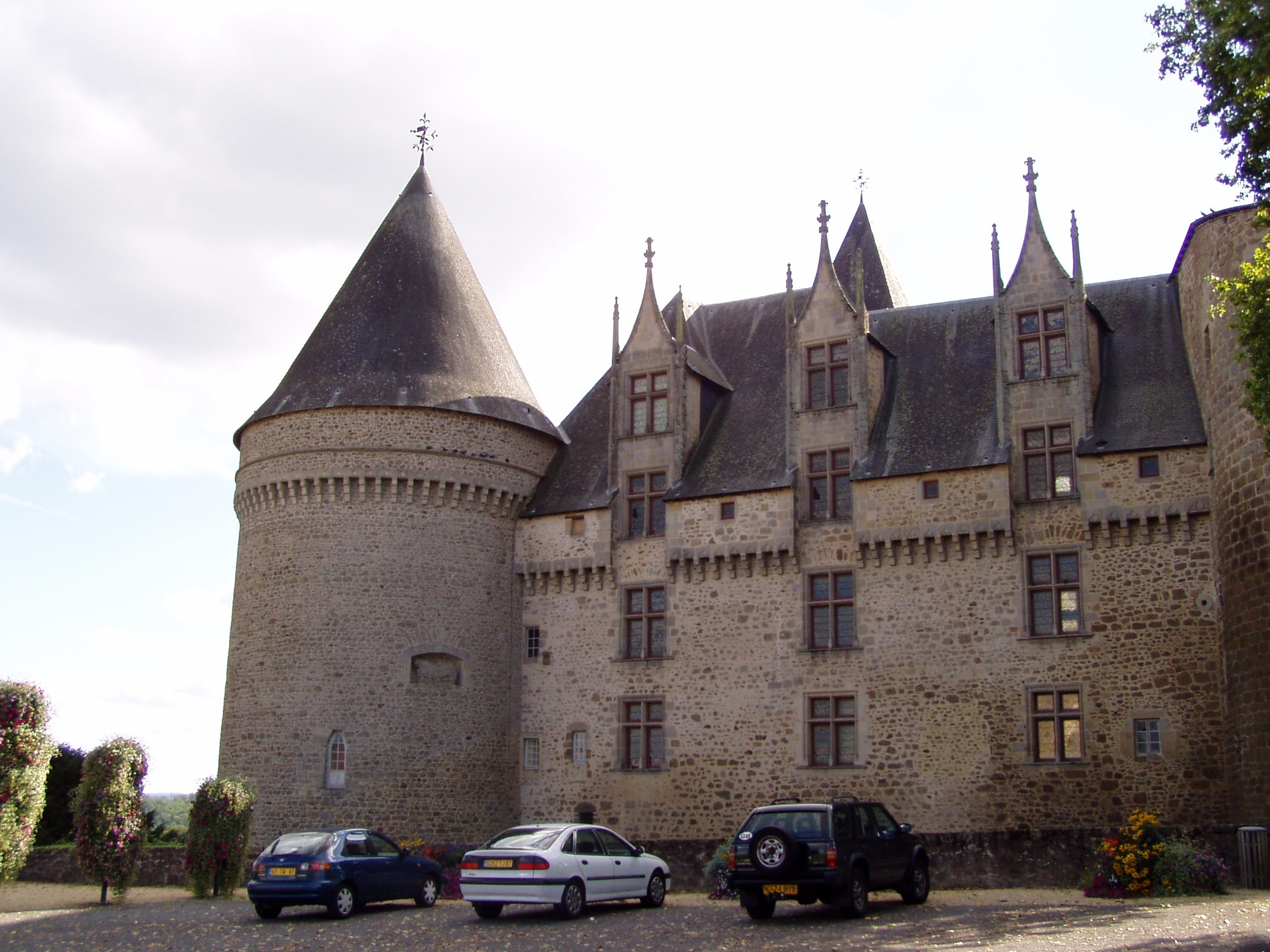
El Castillo de Rochechouart.

El castillo del siglo XIII, lugar destacado durante la Guerra de los Cien Años, es sede de la subprefectura y Museo de Arte Contemporáneo.

## Ciudades hermanas
- Oettingen (Alemania)

## Demografía
| 4.093                                                                               | 4.059 | 4.196 | 4.053 | 3.985 | 3.667 | 3.831 |
| Los datos a partir de 1962 proceden del censo sin duplicidades por doble residencia |       |       |       |       |       |       |